# Confederació Espanyola d'Associacions de Joves Empresaris
Confederació Espanyola d'Associacions de Joves Empresaris (el nom original en castellà Confederación Española de Asociaciones de Jóvenes Empresarios (CEAJE)) és una associació d'empresaris espanyola creada l'11 de desembre de 1991 per la unió d'associacions de joves empresaris repartits per Espanya. El seu objectiu es facilitar la col·laboració entre els joves empresaris espanyols.